# Реформа
Рефо́рма (на латински: reformo) – преобразование, промяна на определени обществени отношения и процеси към по-добра форма или благоприятно състояние.
Реформата се отличава от революцията. Последната е основна или радикална промяна, докато реформата обикновено е свързана с отстраняване на грешки, неправди и злоупотреби, но без промяна на основите на системата. Реформата се стреми да подобри определена система на обществени отношения, революцията – да я премахне изцяло и да я замени с нова различна система.

## Реформи
- Аграрна реформа
- Клюнийска реформа
- Перестройка
- Правописна реформа на българския език от 1921
- Правописна реформа на българския език от 1945
- Правописна и езикова реформа на Евтимий Търновски
- Вукова реформа
- Пенсионна реформа в Пенсионноосигурителна система